# Acopa dentifer
Acopa dentifer là một loài bướm đêm trong họ Noctuidae.